# ستيف ويغيرله
ستيف ويغيرله (بالإنجليزية: Steve Wegerle)‏ هو لاعب كرة قدم جنوب أفريقي في مركز نصف الجناح، ولد في 15 مايو 1953 في بريتوريا في جنوب أفريقيا. شارك مع منتخب جنوب أفريقيا لكرة القدم. أما مع النوادي، فقد لعب مع تامبا باي راوديز وفاينورد وفورت لودردايل سترايكرز وكوفنتري سيتي ونيويورك كوسموس.

## وصلات خارجية
- ستيف ويغيرله على موقع قاعدة بيانات كرة القدم.إي يو (الإنجليزية)
- ستيف ويغيرله على موقع عالم كرة القدم.نت (الإنجليزية)